# 公子鉏 (齊國)
公子鉏（?—?），春秋时代齐国的公子，又称南郭且于。
前552年，齐庄公派庆佐做大夫，讨伐公子牙的亲族，在句渎之丘抓了公子买。公子鉏逃亡鲁国。叔孙还逃亡到燕国。前545年，庆氏逃亡，齐国把公子鉏、叔孙还、公子买都召回来，为他们准备了器物用具并且发还给他们封邑。前541年秋，公子鉏把莒公子去疾送回莒国，展舆逃亡到吴国。 前528年，莒国公子鐸在齐国迎接庚舆，齐国的隰党、公子鉏送行，莒国向齐国贿赂土田。鲁昭公出奔齐国，前516年，齐景公派公子鉏带兵跟从鲁昭公。
齐景公的正室夫人燕国公主燕姬的儿子早早地去世，使齐景公没有嫡子。所以，齐景公得病时，使国惠子、高昭子立公子荼（安孺子），将群公子置于莱。前490年秋，齐景公去世，十月，公子嘉、公子驹、公子黔逃到卫国，公子鉏、公子阳生（齐悼公）逃到鲁国。第二年，在陈乞杀死了安孺子，到鲁国迎接公子阳生回国，公子阳生见南郭且于说：“尝献马于季孙，不入于上乘，故又献此，请与子乘之。”出了莱门后，才告诉南郭且于自己被召之事。公子阳生回国即位就是齐悼公。